# اختطاف ناقلة النفط السعودية سيريوس ستار
تم اختطاف ناقلة النفط السعودية المسماة سيريوس ستار أو بالعربية (نجم الشعرى اليمانية) من قبل قراصنة صوماليين قبالة الساحل الشرقي لكينيا .

## تاريخ الإختطاف
خلال 15 نوفمبر 2008 تم الإعلان عن قيام قراصنة صوماليين باختطاف ناقلة نفط سعودية كانت متجهة إلى أمريكا عبر رأس الرجاء الصالح، على الحافة الجنوبية لقارة إفريقيا بدلا من التوجه إلى قناة السويس. وهاجمها القراصنة على بعد 450 ميلا بحريا جنوب شرقي مدينة مومباسا الكينية، في منطقة تبعد كثيرا عن خليج عدن الذي تقع فيه معظم أعمال الخطف, حيث قام القراصنة بإجبارها على الاتجاه نحو الصومال .

## الحادثة
الناقلة العملاقة التي تمتلكها شركة فيلا انترناشنل مارين التابعة لشركة ارامكو السعودية النفطية اختطفت وهي محملة بكامل قدرتها الاستيعابية والتي تقدر بنحو مليوني برميل نفط حيث تبلغ قيمتها حوالي 150 مليون دولار و على متنها طاقم مكون من 25 شخص متعددي الجنسيات من السعودية وكرواتيا وبريطانيا والفلبين وبولندا. حيث خرج صالح كعكي رئيس شركة فيلا البحرية العالمية المحدودة وكبير إدارييها التنفيذيين للتأكيد أن أهم أولوية لديهم هي التأكد من سلامة أفراد الطاقم، وقال: "نحن على اتصال بأسرهم ونعمل على عودتهم سالمين في أسرع وقت ممكن". وذكر أن شركة فيلا تواصل مراقبة الموقف والتنسيق مع السفارات المعنية، كما تنتظر اتصالات أخرى من القراصنة الذين يسيطرون على السفينة. وشدد على أن في ضوء حساسية هذا الموضوع، وحرصا على سلامة أفراد الطاقم الموجودين على متن السفينة، فإن شركة فيلا لن تصدر أي تعليقات علنية أخرى حول هذا الحادث حتى إشعار آخر.

## مطالبات الخاطفين
طالب الخاطفون الصوماليين فدية قدرها 25 مليون دولار للإفراج عن السفينة وطاقمها وهددوا بعمل كارثي لو تم القيام بتحرير الناقلة بالقوة أو لم يتم تحقيق مطالبهم . 

## الإفراج عن الناقلة
تم اعلان الإفراج عن ناقلة النفط السعودية سايروس ستار يوم الجمعة 12 محرم 1430 هجري , 9 يناير 2009 ميلادي بعد دفع فدية بلغت 3 ملايين دولار بعد أن استمرت عملية الاختطاف 56 يومًا. شهدت خلالها مفاوضات بين مسؤولين سعوديين والمختطفين، وتدخلات دولية , بعدها صرح محمد سعيد زعيم القراصنة الصوماليين أنهم قاموا باطلاق سراحها.  وتم رصد السفينة العملاقة وهي تتحرك بعيداً عن الساحل الشمالي الصومالي في إشارة إلى تحريرها .

## لمحات
- وصفت بأنها أكبر عملية قرصنة في عصرنا الحاضر . [2]
- دفعت ظاهرة خطف السفن في خليج عدن المزدحم والممرات الملاحية في المحيط الهندي أسعار التأمين البحري إلى الارتفاع كما حملت بعض شركات الشحن على اختيار الإبحار حول رأس الرجاء الصالح بدلا من المرور عبر قناة السويس. [3]
- أعلن محمد سعيد زعيم القراصنة الصوماليين أن 6 قراصنة صوماليين قضوا غرقا الجمعة الماضي، لدى مغادرتهم «سيريوس ستار» حيث قال «ان 6 من عناصرنا قضوا في البحر لدى عودتهم من الناقلة السعودية» حين غرق مركبهم بعد الافراج عن السفينة وطاقمها. واضاف «ان المركب الصغير الذي كان على متنه القتلى وثمانية قراصنة آخرين نجوا، كان محملا اكثر من طاقته ويبحر بسرعة كبيرة خشية ان يكون مطاردا» من قبل قوات التحالف البحري الدولي. وقال زعيم القراصنة «كان هناك ايضا 300 الف دولار على المركب ولم نعثر عليها حتى الان».[5]

## ردة الفعل
تدخلت الحكومة الصومالية في محاولة لإجبار القراصنة على الإفراج عن الناقلة إلا أن محاولتهم بائت بالفشل كما قامت مظاهرات من الشعب الصومالي مطالبين بإعادة ناقلة النفط للسعودية بسبب أن السعودية وقفت كثيرًا مع أهالي الصومال ولا تستحق هذه السرقة . كما قامت الاسرة الدولية تدريجيا بارسال بوارج حربية الى مياه خليج عدن والمحيط الهندي بموافقة مجلس الامن الدولي لمحاولة ضمان امن خط الملاحة الاستراتيجي هذا بالنسبة للتجارة الدولية ولا سيما حركة شحن المحروقات.

## الحادثة في الصحف العالمية
- الصحيفة البريطانية الغارديان : قراصنة يستولون على ناقلة نفط. [6]
- صحيفة ديلي تلغراف: [7]
- موقع كريستشن ساينس مونيتور الإخباري : قراصنة صوماليون يهاجمون ناقلة نفط محملة بالنفط . [8]
- نيويورك تايمز : قراصنة يقولون إنهم أفرجوا عن ناقلة سعودية مقابل 3 ملايين دولار [9]